# Commelina thomasii
Commelina thomasii är en himmelsblomsväxtart som beskrevs av John Hutchinson. Commelina thomasii ingår i släktet himmelsblommor, och familjen himmelsblomsväxter. Inga underarter finns listade.